# Silvano Raggio Garibaldi
Silvano Raggio Garibaldi est un footballeur italien né le 27 avril 1989 à Chiavari en Italie. Il évolue au poste de milieu de terrain au 1913 Seregno Calcio.

## Biographie

### En club
Silvano Raggio Garibaldi commence le football à l'AC Entella Chiavari. Il passe par la suite au Genoa CFC. De 2006 à 2008 il dispute 43 rencontres et inscrit 8 buts en primavera.
Le 13 avril 2008, il fait ses débuts en Serie A lors d'un match opposant le Genoa CFC au Torino FC comptant pour la 33e journée de championnat. Il remplace en effet Marco Rossi à la 82e minute.
Il est ensuite prêté à l'AC Pise et au Sorrente Calcio où il joue peu.
En 2010, Silvano Raggio Garibaldi est prêté à l'AS Gubbio qui évolue en Lega Pro Prima Divisione. Le coach n'est autre que Vincenzo Torrente, celui qui l'a formé dans les classes de jeunes du Genoa. Il y remporte le championnat pour sa première saison.
La saison suivante il est de nouveau prêté à l'AS Gubbio, cette fois-ci en Serie B. Le 21 août 2011, il inscrit son premier but en coupe d'Italie face à l'Atalanta Bergame. Ce but constitue celui de la victoire 3-4 en toute fin de match.

### En équipe nationale
Silvano Raggio Garibaldi participe à l'Euro des moins de 19 ans 2008 avec l'Italie sous les ordres de Francesco Rocca. L'Italie y atteint la finale mais perd 3-1 contre l'Allemagne, à titre personnel c'est une réussite et il est nommé parmi les dix meilleurs joueurs du tournoi.
L'année suivante, avec l'équipe d'Italie des moins de 20 ans, il participe aux Jeux méditerranéens où il est de nouveau finaliste et la Coupe du monde des moins de 20 ans où il est éliminé en quarts-de-finale.

## Palmarès

### En club
AS Gubbio
- Championnat d'Italie D3
  - Champion : 2011 (groupe A), 2014 (groupe A).
- Championnat d'Italie D4
  - Champion : 2019 (groupe B).

### En équipe nationale
| Italie -19 ans - Euro -19 ans - Finaliste : 2008. |  | Italie -20 ans - Jeux méditerranéens - Finaliste : 2009. |

## Statistiques
| Saison                | Club                   | Championnat           | Championnat | Championnat | Coupe(s) nationale(s) | Coupe(s) nationale(s) | Compétition(s) continentale(s) | Compétition(s) continentale(s) | Compétition(s) continentale(s) | Total | Total |
| Saison                | Club                   | Division              | M.          | B.          | M.                    | B.                    | Comp.                          | M.                             | B.                             | M.    | B.    |
| 2007 – 2008           | Genoa CFC              | Serie A               | 2           | 0           | 0                     | 0                     | -                              | -                              | -                              | 2     | 0     |
| 2008 – 2009           | AC Pise (prêt)         | Serie B               | 6           | 0           | 0                     | 0                     | -                              | -                              | -                              | 6     | 0     |
| 2009 – jan. 2010      | Genoa CFC              | Serie A               | 0           | 0           | 0                     | 0                     | C3                             | 0                              | 0                              | 0     | 0     |
| jan. 2010 – 2010      | Sorrente Calcio (prêt) | Prima Divisione       | 7           | 0           | 0                     | 0                     | -                              | -                              | -                              | 7     | 0     |
| 2010 – 2011           | AS Gubbio (prêt)       | Prima Divisione       | 33          | 0           | 0                     | 0                     | -                              | -                              | -                              | 33    | 0     |
| 2011 – 2012           | AS Gubbio (prêt)       | Serie B               | 30          | 0           | 3                     | 1                     | -                              | -                              | -                              | 33    | 1     |
| Total sur la carrière | Total sur la carrière  | Total sur la carrière | 78          | 0           | 3                     | 1                     | -                              | 0                              | 0                              | 81    | 1     |